# براتانکی
براتانکی (انگلیسی: BRAThANKI) گروه راک فولک لهستانی است. سبک کاری آن‌ها تلفیقی از عناصر موسیقی فولک لهستانی، مجارستانی و چک با سبک راک است.
نخستین آلبوم این گروه "Ano!" در سال ۲۰۰۰ منتشر شد و در لهستان بیش‌از ۴۰۰٬۰۰۰ نسخه از آن به فروش رفت.